# 134174 Jameschen
134174 Jameschen è un asteroide della fascia principale. Scoperto nel 2005, presenta un'orbita caratterizzata da un semiasse maggiore pari a 2,8894352 UA e da un'eccentricità di 0,0483042, inclinata di 10,65183° rispetto all'eclittica.